# آرپاد الو
آرپاد الو (به مجاری: Árpád Imre Élő) با نام کامل آرپاد ایمره اِلو زاده ۲۵ اوت ۱۹۰۳ مجارستان، دانشمند، فیزیکدان و شطرنجباز بود. وی پایه‌گذار سیستم ریتینگ الو در سال ۱۹۶۰ برای سنجش قدرت بازیکنان شطرنج است که از گسترش نسخه کلاسه‌بندی کنت هرکنس (Kenneth Harkness) در دهه ۵۰ میلادی آن را به وجود آورد. الو در ۵ نوامبر ۱۹۹۲ در ویسکانسین آمریکا درگذشت.